# 超星團
超星團 (SSC)是一個很大的恆星形成區域，被認為是球狀星團的前身。它們通常包含大量被電離氫區環繞的年輕、大質量恆星，類似於我們銀河系內的「超密電離氫區」(UDHIIs)。一個超星團的電離氫區像是被翻轉出來的塵埃繭包圍著。在許多情況下，恆星和電離氫區都因為高度的消光而在光學上是看不見的。結果是，越年輕的超星團越適合用電波和紅外線觀測。
超星團獨特的特徵是巨大的電子密度 {\displaystyle n_{e}=10^{3}}–{\displaystyle 10^{6}} cm{\displaystyle ^{-3}}和壓力 {\displaystyle P/}{\displaystyle k_{b}}{\displaystyle =10^{7}}–{\displaystyle 10^{10}} K cm{\displaystyle ^{-3}}。
雖然在其他星系有許多超星團的例子，但維斯特盧1 (Westerlund 1) 可能是銀河系內唯一的一個超星團群集。在邻近宇宙中，碰撞星系NGC 4038/NGC 4039 含有大量的超级星团，一般当相互作用的星系富含气体时，都是孕育超星团的温床。早期宇宙中，超级星团非常普遍；而现在的星系，由于宇宙密度的大幅度下降，超星团已经罕见了。

## 列表
| 名稱            | 星系               | 說明                               | 註解  |
| --------------- | ------------------ | ---------------------------------- | ----- |
| 維斯特盧1 (Wd1) | 銀河系             | 在我門的銀河系發現的第一個超星團。 | [ 5 ] |
| R136            | 大麥哲倫星系 (LMC) | 超星團的原型                       | [ 6 ] |
|                 | NGC 1569           | 包含兩個超星團的星系               | [ 7 ] |

## 外部連結
- Monster Super Star Cluster Discovered In Milky Way （页面存档备份，存于）